# 전라남도 지방공무원교육원
전라남도 지방공무원교육원(全羅南道 地方公務員敎育院, Jeollanam-do Local Offical Traning Institute)은 전라남도청 소속 공무원의 교육훈련과 직무교육 사무를 관장하기 위하여 전라남도청 산하에 설치된 직속기관이다.
교육원장은 지방부이사관으로 보한다.

## 연혁
- 1953년 9월 12일: 전라남도공무원훈련소 설치
- 1962년 1월 19일: 전라남도지방공무원교육원으로 변경

## 조직
원장
- 교육지원과
- 교육운영과